# 高家围子
高家围子（又名九龙渔场）是位于中国内蒙古自治区兴安盟突泉县九龙乡东北的一个湖泊。其具体位置约为东经121°51′，北纬45°36′。湖面海拔269.5米，面积约2平方公里，为淡水湖。